# Bagisara trilinea
Bagisara trilinea är en fjärilsart som beskrevs av Walker 1865. Bagisara trilinea ingår i släktet Bagisara och familjen nattflyn. Inga underarter finns listade i Catalogue of Life.